# Поганка (притока Хомори)
Пога́нка — річка в Україні, в межах Шепетівського та Полонського районів Хмельницької області. Ліва притока Хомори (басейн Дніпра).

## Опис
Довжина 15 км. Площа водозбірного басейну 42,1 км². Річкова долина переважно неширока і глибока, з численними балками. Заплава місцями заболочена. Споруджено кілька ставків.

## Розташування
Поганка бере початок на захід від села Рожична. Тече на південний схід/схід. Впадає до Хомори між селами Новолабунь і Титьків. 
Над річкою розташовані села: Рожична, Устянівка, Орлинці та Новолабунь (частково). 